# Писарев, Сергей Николаевич
Сергей Николаевич Писарев (род. 18 ноября 1962, Керчь, Крымская область) — советский капитан рыболовного флота, украинский и российский политик. Глава администрации Керчи (2014—2016).

## Биография
Родился 18 ноября 1962 года в городе Керчь Крымской области.
С сентября 1980 по август 1981 года работал электромонтажником на Керченском судоремонтном заводе «Югрыбсудоремонт». В 1984 году окончил Ростовское мореходное училище рыбной промышленности по специальности «Морское судовождение». С сентября 1984 по июль 1995 года — помощник капитана, капитан Производственного поискового объединения промысловой разведки и научно-исследовательского флота Южного бассейна (ППО «Югрыбпоиск»). С декабря 1995 по март 2002 года — капитан, капитан флота, начальник цеха, начальник производства, помощник директора Керченского рыбоконсервного завода «Пролив». С июля 2003 по март 2007 года — исполнительный директор, директор филиала промышленно-финансового концерна «Гала-Капитал». В 2006 году окончил Киевский университет права Национальной академии наук Украины по специальности «Гражданское и трудовое право». С апреля 2007 года директор ООО «Гала Морепродукт».
Депутат Керченского городского совета 6 созыва (2010—2014). Член Всероссийской политической партии «Единая Россия» c 2014 года.
В сентябре 2014 года назначен исполняющим обязанности главы администрации Керчи, а с ноября 2014 года — глава администрации Керчи.
На вновь созданном в 2014 году по российскому законодательству посту главы администрации города Сергей Писарев определил свою цель как интеграцию Керчи в российское общество и правовую систему.
Женат, имеет сына.

### Коррупционный скандал и осуждение
Писарев был задержан сотрудниками ФСБ 21 июня 2016 года после получения взятки от предпринимателя Николая Рудый, который решил выкупить права на аренду нескольких участков на Аршинцевской косе и одного на улице Театральной, на которых планировал заниматься яхтенным бизнесом и другими коммерческими проектами. Следствием установлено, что Писарев потребовал у него за содействие $50 тыс. Прокурор республики Крым Наталья Поклонская взяла под контроль расследование дела о получении взятки за выделение земельных участков. Дело было передано в суд в мае 2017. 19 июля 2017 года Сергей Писарев был признан судом виновным. «Следствием и судом установлено, что вечером 21 июня 2016 года обвиняемый получил от гражданина взятку в размере $50 тыс. (3 208 500 руб.) за содействие в заключении администрацией города Керчи договоров аренды и купли-продажи земельных участков» преступления, предусмотренного ч. 6 ст. 290 УК РФ (получение взятки в особо крупном размере)",— рассказала старший помощник руководителя СКР по Крыму Евгения Беликова.
Защита Писарева в суде пыталась доказать, что он был лишь посредником при передаче взятки председателю городского совета Керчи Ларисе Щербуле. Эту информацию подтверждал свидетель Николай Рудый, который на одном из заседаний заявил, что переговоры по поводу получения взятки с ним сначала вела глава горсовета. Л. Щербула 10 июля в суде отказалась давать показания, сославшись на ст. 51 Конституции РФ, и покинула зал заседаний. 23 июня Лариса Щербула подала в отставку с поста председателя горсовета Керчи «по собственному желанию».
«Сергей Писарев приговорен к восьми годам лишения свободы. Штраф составил двукратный размер взятки — 6,4 млн руб. Отбывать наказание осужденный будет в колонии строгого режима.»,— сказала руководитель пресс-службы прокуратуры Крыма Наталья Бояркина. Писарев почувствовал себя плохо во время заседания суда 17 июля, и был госпитализирован.

## Примечание
1. 1 2 3 4 5  Писарев Сергей Николаевич. Официальный сайт Керченского городского совета (2014). Дата обращения: 23 февраля 2024. Архивировано 1 февраля 2019 года.
2. ↑  Сергей Писарев: наша цель – интеграция в российское общество. Портал Правительства Республики Крым (2 октября 2015).
3. ↑  Мэра Керчи заподозрили в получении взятки на сумму более 3 млн рублей. Интерфакс (22 июня 2016). Дата обращения: 23 февраля 2024. Архивировано 23 февраля 2024 года.
4. 1 2 3  Вадим Никифоров. Мэру Керчи дали восемь лет // Коммерсантъ. — 2017. — 19 июля. Архивировано 23 февраля 2024 года.